# Guild Wars
Guild Wars — фэнтезийная массовая многопользовательская ролевая онлайн-игра, разработанная компанией ArenaNet и выпущенная компанией NCsoft в 2005 году. Значительной популярности игры способствуют включение киберспортивного элемента в жанр MMORPG и отсутствие абонентской платы.

## Обзор
Несмотря на то что в результате обновлений правила игры меняются очень часто, основные принципы достаточно стабильны, а их детали меняются только с выходом новых кампаний.

### Карты и типы локаций
В настоящее время в Guild Wars существуют 6 разных игровых пространств, каждое из которых имеет собственную карту.
- Базовые игровые пространства.
  - Острова битв (The Battle Isles) — основное PvP-пространство.
- Игровые пространства Prophecies.
  - Предкатастрофный Аскалон (Pre-Searing Ascalon).[4]
  - Тирия (Tyria) — континент.
- Игровые пространства Factions.
  - Канта (Cantha) — континент.
- Игровые пространства Nightfall.
  - Элона (Elona) — континент.
  - Королевство мучений (Realm of Torment).[5]

Перемещение персонажа между различными игровыми пространствами возможно с помощью имеющейся на карте иконки корабля. После выбора этой иконки персонажу предоставляется список доступных ему игровых пространств.
PvP-персонаж сразу попадает в PvP-пространство (Острова битв) и не имеет возможности перейти в другие пространства. Это пространство состоит из нескольких арен, миссий, одного города и зала гильдии (если у гильдии, к которой относится персонаж, имеется зал).
Каждый континент состоит из нескольких регионов, отличающихся друг от друга ландшафтом и монстрами.
Как уже отмечалось, все локации по отношению к партиям делятся на города и местности.
Все города отображаются интерактивными иконками (через которые можно попасть в город) на крупномасштабных картах. Во всех городах можно формировать партии. Все города характеризуются отсутствием врагов, невозможностью применять скиллы и атаковать. В каждом городе присутствуют торговец и хранитель. Наконец, в любом городе у персонажей обнуляются модификаторы морали.
Города делятся на большие и малые. Большие города (Town) изображаются на картах особыми знаками. Как правило, на каждый регион приходится по одному большому городу (но в некоторых регионах их нет вообще). В большом городе присутствует весь спектр услуг: торговец, хранитель, оружейник, крафтер, учитель, торговцы рунами, красками, редкими материалами, обычными материалами и редкими свитками. В малых городах (Outpost) спектр услуг варьируется, но может быть ограничен только торговцем и хранителем.
В отличие от городов, в местностях (Explorable Area) нельзя формировать партии. Невозможно переместиться в местность через карту.
Все местности делятся на наземные и подземные. Наземные местности изображаются на карте. Для подземных местностей на карте отображены только входы в них. Таким образом, в подземной местности навигация с помощью обычной карты невозможна.
Выделяются также миссии-местности. Это особые местности, в которые можно попасть, только взяв соответствующее задание. Выйти из миссии-местности пешком тоже нельзя — только после выполнения задания. В случае неудачного выполнения партия автоматически возвращается в исходный город, а в случае удачного выполнения после просмотра финальной заставки миссии партия перемещается в другую локацию. В Prophecies каждая миссия выполняется в своей миссии-местности, в Factions и Nightfall такие местности встречаются гораздо реже.

### Основные характеристики персонажа
Характеристики персонажа включают в себя основную профессию, вторую профессию, опыт, уровень, очки здоровья, энергию, скилл-пойнты, очки атрибутов и их распределение по атрибутам, скиллы. Общими для всех персонажей игрока являются очки трёх фракций. Кроме того, персонажи характеризуются своими титулами, бо́льшая часть которых не оказывает существенного влияния на игровой процесс.

#### Профессии и атрибуты
Профессия (Profession) задаёт набор атрибутов и скиллов. Всего профессий 10, но персонажу, выбравшему конкретную кампанию, в качестве основной профессии доступны не все.
- Базовые профессии (могут быть основными для персонажа любой кампании).
  - Воин (Warrior).
  - Рейнджер (Ranger).
  - Монах (Monk).
  - Некромант (Necromancer).
  - Месмер (Mesmer).
  - Элементалист (Elementalist).
- Профессии Factions (могут быть основными только для персонажа, стартовавшего в Factions).
  - Ассасин (Assassin).
  - Ритуалист (Ritualist).
- Профессии Nightfall (могут быть основными только для персонажа, стартовавшего в Nightfall).
  - Дервиш (Dervish).
  - Парагон (Paragon).

Каждой профессии соответствует 4 или 5 атрибутов (attribute), один из которых является основным. Этот атрибут влияет не только на эффективность использования опирающихся на него скиллов или оружия, но и имеет какой-нибудь пассивный смысл. Например, основной атрибут элементалиста (Energy Storage) увеличивает количество энергии персонажа. Значение атрибута может быть изменено в любой момент (хотя понизить его можно только в городе). Чтобы поднять значение атрибута на 1, нужно потратить некоторое количество очков атрибутов. При обратном понижении значения атрибута на 1 эти очки атрибутов высвобождаются, и их можно потратить на повышение другого атрибута. Общее количество очков атрибутов зависит прежде всего от уровня персонажа. Максимальное их количество равно 200. Максимальное же значение атрибута (без учёта модификаторов одежды) равно 12, при этом на него расходуется 97 очков атрибутов. Таким образом, даже полностью прокачанный персонаж не может поднять до максимума более 2 атрибутов.
Отличия основной профессии от второй.
- Основная профессия указывается при создании персонажа и не может быть изменена в дальнейшем. Вторая профессия приобретается в ходе игры и может быть изменена сколько угодно раз после выполнения некоторых заданий.
- Основная профессия влияет на внешний вид персонажа.
- Основная профессия влияет на одежду, которая доступна персонажу.
- Руны, которые можно вставить в одежду, определяются типом одежды, то есть первой профессией. В результате атрибуты первой профессии могут буть подняты (с использованием рун и головных уборов) до 16, тогда как максимальное значение атрибута для второй профессии — 12.
- Основной атрибут второй профессии персонажу недоступен. Таким образом, хотя персонаж может использовать скиллы, опирающиеся на этот атрибут, их использование, как правило, будет малоэффективно; пассивным же образом этот атрибут не работает вовсе.

#### Скиллы
Каждой профессии соответствует от 75 до 134 скиллов (skill). Скилл может опираться на один из атрибутов профессии (и тогда эффективность его использования зависит от значения этого атрибута), а может не зависеть от атрибутов. Персонаж имеет две профессии (основную и вторую) и может изучить все скиллы обеих профессий. Скилл второй профессии, однажды выученный персонажем, будет доступен ему даже в том случае, если персонаж поменяет вторую профессию, а затем вернёт её. Кроме того, существуют нейтральные скиллы, не соответствующие никакой профессии. Их может выучить любой персонаж.
Скиллы PvE-персонажем могут быть выучены одним из 3 способов: в качестве награды за квест, у учителя (за 1 скилл-пойнт и определённую сумму денег) или с использованием печати захвата (нейтральный скилл «Signet of Capture»). Печать захвата — скилл, который также приобретается у учителя, но после использования её рядом с убитым боссом она может быть заменена на любой из скиллов, который знал этот босс.
Некоторые скиллы, называющиеся элитными (elite skills), могут быть выучены классическим способом с помощью печати захвата. Как вариант — с помощью другого PvP- или PvE-персонажа, находящегося на том же аккаунте, с дальнейшим применением элитного тома (книги) той профессии, которой соответствует данный элитный скилл. Аналогично — в отношение обычных скиллов, но тогда применяются простые тома.
Перед выходом из города в местность персонаж должен выбрать и расположить на панели скиллов 8 из известных ему скиллов. Только их он сможет использовать в местности. Перераспределять скиллы (как и понижать значения атрибутов) можно только в городах. Набор из восьми выбранных скиллов носит название билд (build). Командным билдом называется совокупность профессий и билдов всех членов партии.
Скиллы имеют много параметров использования, но наиболее общими являются три из них.
- Энергия или адреналин, затрачиваемые на активацию скилла.
- Время активации. Это интервал времени, проходящий между началом и завершением использования скилла. За это время скилл может быть прерван противником.
- Время перезарядки. Это интервал времени после использования скилла, в течение которого скилл не может быть использован вновь.

#### Прочие характеристики
За выполнение заданий и убийство монстров персонажу начисляется опыт. При достижении некоторых значений накопленного опыта персонаж получает следующий уровень. Уровень напрямую влияет на количество скилл-пойнтов, очков атрибутов, здоровья, а также на повреждения, наносимые заклинаниями и оружием магов (на повреждения, наносимые оружием ближнего боя, луками и копьями, влияют только соответствующие атрибуты). Максимальное значение уровня персонажа равно 20. После этого с увеличением опыта продолжают набираться только «виртуальные уровни», каждый из которых даёт по одному скилл-пойнту.
Скилл-пойнты (skill points) могут тратиться персонажем на покупку скиллов у учителей (по 1 скилл-пойнту на скилл). За каждый уровень (реальный или виртуальный) персонажу начисляется по 1 скилл-пойнту. Кроме того, от 1 до 3 скилл-пойнтов персонаж получает за каждую выполненную миссию. Скилл-пойнты даются также за некоторые квесты.
Очки атрибутов приобретаются с уровнями (по 5 очков за уровни с 2 по 10, по 10 — с 11 по 15, по 15 — с 16 по 20). Кроме того, в каждой кампании есть по 2 квеста, за каждый из которых персонаж получает по 15 очков атрибутов. Эти квесты доступны только персонажам, стартовавшим в соответствующей кампании.
Изначальное количество очков здоровья равно 100, в дальнейшем оно увеличивается с уровнем (по 20 очков на уровень) и достигает 480 на двадцатом уровне. Число очков здоровья может быть изменено одеждой, оружием и модификаторами морали. Очки снимаются в бою. Если в бою персонаж получил повреждения, то после 5 секунд передышки число очков здоровья начинает восстанавливаться.
Количество энергии по умолчанию равно 20. Как правило, одежда и оружие магических классов добавляют энергии персонажу. Для элементалиста энергия зависит также от значения его основного атрибута Energy Storage (по 3 единицы энергии на уровень атрибута). Модификаторы морали также влияют на уровень энергии. Энергия расходуется на использование скиллов, а восстанавливается автоматически, даже во время боя. Скорость восстановления (или потери) энергии измеряется в стрелочках (1 стрелочка = 1/3 энергии в секунду). Каждый персонаж по умолчанию имеет по 2 стрелочки, но за счёт одежды своих классов рейнджер имеет в сумме 3 стрелочки, а маги (монах, элементалист, месмер, некромант, ритуалист, дервиш) и ассасин — по 4. Оружие также может влиять на скорость восстановления энергии.

### Типы заданий
Задания выполняются персонажем в одиночку или в составе партии. За выполнение задания персонаж всегда получает опыт, а также может получить какое-либо другое вознаграждение (скилл-пойнты, скиллы, деньги, оружие, другие предметы, очки атрибутов, а также очки Sunspear, Kurzick или Luxon, Lightbringer). Все задания по характеру их выполнения подразделяются на миссии (mission) и квесты (quest).

#### Миссии
Основной отличительный признак миссии состоит в том, что если она выполнена (хотя бы раз), это отражается на карте особым значком. Существует от 2 (в Prophecies) до 3 (в остальных кампаниях) уровней выполнения каждой миссии, за каждый из них персонаж получает отдельное вознаграждение. Все миссии можно делать неограниченное количество раз, но вознаграждение за каждый уровень выполнения миссии персонаж получает только однажды.
Миссия считается выполненной, если основное задание выполнено хотя бы на первом уровне. После успешного выполнения миссии и просмотра финальной заставки партия перемещается в другую локацию. Если возникает ситуация, когда успешно выполнить миссию невозможно (например, умерли все члены партии или сюжетный персонаж), партия возвращается в исходный город и может попытаться выполнить миссию сначала. Хотя миссия зачастую делится на подзадания, получаемые сразу или по мере прохождения миссии, при повторном прохождении все подзадания должны выполняться заново. Хотя миссии образуют линейную сюжетную линию, в Prophecies их можно выполнять в любой последовательности. В остальных кампаниях доступ к очередной миссии невозможно получить, не выполнив все предыдущие.
В Factions и Nightfall второй (эксперт) и третий (мастер) уровень миссии заключаются в выполнении либо дополнительных заданий, либо основного задания за определённое время. Дополнительные задания при этом засчитываются только в том случае, если выполнено основное. В Prophecies второй уровень миссии, называемый бонусом, всегда заключается в выполнении дополнительного задания. Если бонус сделан, он засчитывается даже в том случае, если основное задание миссии не выполнено. Вознаграждением за каждый уровень миссии являются опыт и по одному скилл-пойнту. Исключением являются бонусы в Prophecies, за которые персонаж не получает скилл-пойнты.

#### Квесты
Все остальные задания называются квестами. Полученный квест в любой момент можно отвергнуть (как правило, это имеет смысл, если наличие данного квеста в списке взятых существенно усложняет или делает невозможным выполнение других квестов), а потом взять снова. Нужно иметь в виду, что при взятии некоторых квестов (точнее, если такой квест взят хотя бы одним членом партии) вид и население относящихся к ним локаций изменяется кардинально (появляются новые монстры, исчезают NPC).
По отношению к сюжетной линии квесты делятся на основные и дополнительные. Основной квест ведёт либо к следующей миссии, либо к получению следующего основного квеста. Дополнительный квест не ведёт по основной сюжетной линии и выполняется только ради вознаграждения, а также получения более цельной информации о мире.
По способу выполнения квесты можно разделить на две группы: партийные и личные. Если партия выполняла партийный квест, тогда он окажется выполненным сразу всеми членами партии, у которых он взят. По этому признаку все миссии являются партийными. Личные квесты каждый член партии формально выполняет самостоятельно.
Также квесты делятся на одноразовые и повторяемые. Одноразовый квест можно выполнить только один раз, в дальнейшем взять его будет невозможно. Повторяемые квесты, как правило, берутся не в городе, а в местности, и при новом заходе в эту местность их можно взять снова. В отличие от миссий, за каждое успешное выполнения повторяемого квеста даётся вознаграждение.
По отношению к подзаданиям квесты могут быть похожи на миссии, требуя выполнения всех заданий подряд, не выходя из локации, а могут позволять персонажу выполнять квест в несколько заходов.
Основным с точки зрения прокачки персонажа является деление квестов по вознаграждению.
- Опыт, деньги, оружие и прочие предметы не служат основной характеристикой вознаграждения, хотя за некоторые квесты даётся уникальное оружие, которое невозможно получить другими способами.
- В Factions и Nightfall за многие квесты даются коллекционные квестовые предметы. В каждом регионе такие предметы свои. Их можно обменять на другие предметы (по выбору) у специальных NPC.
- За многие квесты в Nightfall даются очки Sunspear или Lightbringer.
- В Prophecies существует всего один квест на скилл-пойнты, в Factions и Nightfall их больше.
- В каждой кампании есть по два квеста на очки атрибутов, доступные только персонажам, стартовавшим в этой кампании. За каждый из них даётся по 15 очков атрибутов, что в сумме с 170 очками, получаемыми за уровни, даст персонажу максимум в 200 очков.
- Имеется много квестов на скиллы (особенно в Prophecies). Некоторые из них соответствуют скиллам определённой профессии, а представители других профессий не могут получить эти квесты. Другие квесты на скиллы являются общими для всех профессий; разница только в скиллах, получаемых персонажами разных профессий за выполнение такого квеста.

### Предметы и торговцы
Универсальной валютой игры являются деньги: золото и платина. Платина является не самостоятельной денежной единицей, а простой банкнотой в 1000 золотых. Универсальность денег ограничивается только максимальным пределом золота, которое может иметься у игрока: 100 платины у персонажа и 1000 платины в хранилище.
Почти любой предмет в игре можно продать по его цене общему торговцу (далее просто торговцу). Торговцы (Merchant) имеются в каждом городе; они продают всего несколько видов предметов по фиксированной цене, а покупают абсолютно все предметы, которые имеют ненулевую цену. Помимо общих торговцев, есть специализированные торговцы (traders), которые продают и покупают только определённые предметы. В отличие от общих торговцев, они не являются неиссякаемым источником денег и предметов определённого вида, а служат посредниками между игроками. Цены у таких торговцев не фиксированы, а зависят от спроса и предложения игроков.
Все предметы в игре, кроме денег, можно разделить на суммируемые и изолированные. Одинаковые суммируемые предметы (в количестве не более 250 штук) могут быть сложены в одну ячейку инвентаря. Каждый изолированный предмет занимает отдельную ячейку инвентаря.
Всего инвентарь персонажа может содержать до 60 ячеек. Он состоит из рюкзака (Backpack), пояса (Belt Pouch), двух сумок (Bags) и упаковки снаряжения (Equipment Pack). Рюкзак с 20 ячейками даётся персонажу изначально. Пояс (5 ячеек), сумки и упаковка приобретаются в процессе игры. Каждая сумка изначально содержит 5 ячеек, но если приобрести руну объёма (Rune of Holding) и вставить в сумку, объём сумки увеличится до 10 ячеек. В упаковку снаряжения (от 5 до 15 ячеек) можно положить только оружие и одежду.
Цена большинства предметов, выпадающих из монстров, изначально неизвестна. Для её определения служит процесс идентификации. Кроме того, идентификация цветного оружия и остатков одежды помогает определить, какие модификаторы, апгрейды и руны в них содержатся. Для идентификации используется специальный предмет — идентификатор (Identification Kit), продаваемый торговцами за 100 золотых. Одного идентификатора хватает для идентификации 25 предметов. После последней идентификации идентификатор исчезает. В начальных локациях также возможно получение по квестам или за коллекторские итемы маленьких идентификаторов с меньшим количеством зарядов. Также у торговцев можно купить превосходные идентификаторы (Superior Identification Kit) с количеством зарядов 100 по цене 500 золотых.
После идентификации (или перед ней) предмет можно также утилизовать. Утилизация — акт разрушения предмета с целью извлечь из него апгрейды, руны или материалы. Для утилизации используются специальные предметы — утилизаторы (Salvage Kit), которые также продаются всеми торговцами. Утилизаторы, как и идентификаторы, являются изолированными предметами. В отличие от идентификаторов, утилизаторы делятся на 4 вида: маленькие, обычные, экспертные и превосходные. С помощью маленьких и обычных утилизаторов можно извлечь из утилизируемого предмета только обычные материалы. Пытаться извлечь руны, апгрейды и редкие материалы можно только с помощью экспертных и превосходных утилизаторов. Если утилизуемый предмет содержит апгрейды, надписи или руны, можно выбрать, какой именно предмет будет извлекаться. В результате утилизации всегда извлекается только один вид предметов: либо один апгрейд или надпись, либо одна руна, либо некоторое количество одного материала. При этом есть вероятность того, что утилизуемый предмет после этого не разрушится.
Результатом утилизации обычно являются материалы. Материалы суммируются и используются в первую очередь для покупки персонажем одежды у крафтеров. Материалы нельзя идентифицировать (их цена заранее известна) и утилизовать. Все материалы делятся на обычные и редкие. Обычные материалы можно извлечь из предмета любым утилизатором, редкие — только экспертным или превосходным. Кроме того, редкие материалы можно купить у специальных NPC — артизанов. Артизаны (Artisan) отличаются от большинства прочих торговцев и крафтеров тем, что находятся не в городах, а в местностях, поэтому до большинства из них сложно добраться. Артизаны различаются ассортиментом продаваемых редких материалов, хотя цена на один и тот же материал одинакова у всех продающих его артизанов. Одна единица редкого материала стоит некоторое количество золота (от 20 до 200), а также несколько единиц обычных (и иногда других редких) материалов. Материалы можно продать общим торговцам по фиксированной цене. Кроме того, существуют торговцы обычными материалами и торговцы редкими материалами. У них можно купить и продать соответственно обычные и редкие материалы по плавающим ценам. В игре существует 11 обычных материалов и 24 редких.
Из монстров часто выпадают так называемые коллекционные предметы. Это суммируемые предметы с заранее известной ценой. Их можно утилизировать или продавать торговцам, но зачастую выгоднее обменивать их у коллекционеров. В обмен на некоторое количество (обычно от 2 до 7) коллекционных предметов определённого вида коллекционер предлагает либо несколько видов оружия на выбор (коллекционеры на оружие), либо элемент одежды для основной профессии персонажа (коллекционеры на одежду), либо прочие предметы (например, свитки, пояс, сумка, редкий материал шерсть, квестовые предметы). Коллекционеры, подобно артизанам, находятся в основном в местностях, хотя некоторых коллекционеров можно встретить и в городах.
Некоторые предметы помечены в описании как утилизуемые (salvageable item). Это значит, что они годны только для утилизации или продажи общим торговцам. Утилизуемые предметы бывают суммируемыми и изолированными. Суммируемые утилизуемые предметы имеют заранее известную цену и отличаются от коллекционных только тем, что для них не существует коллекционеров. В изолированных утилизуемых предметах, являющихся остатками одежды монстров, иногда встречаются руны и эмблемы. Такие предметы выделены цветом.
Оружие часто выпадает непосредственно из монстров. Такое оружие (кроме зелёных предметов) можно утилизовать, а можно продавать торговцам. Предварительная идентификация оружия (даже белого) повышает его закупочную цену. Важным источником оружия являются коллекционеры. В высокоуровневых регионах они предлагают максимальное оружие с максимальными (и довольно полезными) модификаторами. Впрочем, в низкоуровневых регионах предлагаемое ими оружие, как правило, не выдерживает конкуренции с выпадающим из монстров или квестовым оружием. Квестовое оружие даётся за квесты. Четвёртый способ получить оружие — купить его у оружейников за деньги и материалы. Впрочем, способ этот очень сомнителен, так как стоит такое оружие дорого, а конкуренции не выдерживает.
Одежду можно получить только у крафтеров (за деньги и материалы) и у коллекционеров. Одежда, приобретаемая у коллекционеров, как правило, красивая, но стандартная. Один и тот же коллекционер может предлагать элементы одежды персонажам разных профессий, но каждому конкретному персонажу он предлагает только одежду его основной профессии. Так же, впрочем, поступают и крафтеры. Каждый крафтер предлагает персонажам определённой профессии одежду одного и того же уровня защиты, но не только стандартную.
Элементы одежды, как и оружие, в инвентаре не суммируются, зато вся одежда (до 5 элементов) и оружие (до 2 предметов), в данный момент используемые персонажем и его героями, не занимают места в инвентаре.
Руны, эмблемы, надписи и апгрейды не суммируются и не утилизуются. Они перестают занимать место в инвентаре, когда вкладываются в одежду или оружие. Их можно продать по своей цене у общих торговцев, а руны и эмблемы продаются и покупаются также у торговцев рунами. Самостоятельно их можно приобрести только сальватацией цветных предметов с использованием экспертного или превосходного утилизатора.
Изредка из монстров выпадают баночки с краской (жёлтой, красной, зелёной, синей, фиолетовой, оранжевой, коричневой, серебряной, белой и чёрной). Краски суммируются. Их можно продать общим торговцам по цене в 1 золотой, но цены у специализированных торговцев красками (где краски можно как продать, так и купить) доходят до нескольких тысяч (для самой дорогой — чёрной — краски). Краски используются для окрашивания одежды и оружия, но некоторые из них окрасить нельзя (например, одежда Героев, уникальное оружие). Краски можно смешивать, получая новые оттенки. Для возвращения одежде или оружию первоначального цвета, нужно воспользоваться серой краской, которая продаётся у торговца.
В местностях иногда встречаются закрытые сундуки. Чтобы их открыть и достать лежащее там оружие (один фиолетовый или золотой предмет), нужны ключи того же типа. Один ключ тратится на открывание одного сундука. В одном и том же регионе все сундуки, как правило, одного типа; ключи тоже. Ключ этого типа можно либо получить из убитого монстра (в том же регионе), либо купить у общего торговца. Ему же можно и продать ключ, но закупочные цены у него вдвое ниже. Ключи одного типа в инвентаре суммируются.
Ещё один тип предметов — свитки (scrolls). Это предметы одноразового использования, которые, как правило, на некоторое время увеличивают количество опыта, приобретаемое всей партией за убийство монстров. Свитки тоже делятся по цвету. Их можно либо добыть с монстров, либо получить у коллекционеров. Кроме того, золотые свитки можно продать и купить у торговцев редкими свитками.
Наконец, есть предметы, которые нельзя даже продать общему торговцу. Это квестовые предметы (Quest item) нулевой стоимости. Утилизовать их тоже нельзя. Одинаковые квестовые предметы суммируются. Как правило, они получаются персонажем от NPC или с убитых монстров по мере прохождения квеста и сдаются другому NPC. Коллекционные квестовые предметы приобретаются в награду за выполненные квесты и обмениваются у специальных коллекционеров на другие предметы, являясь тем самым стабильным эквивалентом денег.

### Игроки, учётные записи и персонажи
При первом приобретении одной из кампаний игры для игрока создаётся учётная запись с местом для 4 персонажей. При покупке каждой следующей кампании с добавлением доступа к ней к данной учётной записи количество мест для персонажей увеличивается на 2. Кроме того, в онлайн-магазине игры можно докупить места для персонажей. При этом общее количество мест на учётной записи не может превышать 32.
Игрок в любой момент может удалить имеющегося персонажа или создать нового, если количество одновременно существующих персонажей не превышает количества мест для персонажей на учётной записи.
При создании персонажа игрок должен выбрать его тип: PvE или PvP.
PvE-персонаж начинает игру с первого уровня, не зная ни одного скилла, имея начальную одежду и слабое оружие.
PvP-персонаж создаётся сразу максимального (20) уровня, с максимальным числом очков атрибутов (200), одеждой и оружием максимальных основных характеристик. Он попадает на Острова Битв и не может их покинуть. Ему доступны все скиллы, которые открыты на учётной записи.
Существует 3 механизма взаимодействия между персонажами одной учётной записи. Первый из них — общность некоторых характеристик: гильдии, друзей, очков фракций, а также некоторых титулов. Эти характеристики относятся не к отдельному персонажу, а к всей учётной записи. Таким образом, если один из персонажей игрока вступил в некую гильдию, все остальные персонажи автоматически оказываются в той же гильдии; при выходе из неё также выходят сразу все персонажи данной учётной записи. Очки фракций и некоторые титулы набираются также одним персонажем, но сразу на всю учётную запись.
Второй механизм — система открытия скиллов, героев, надписей, апгрейдов, рун и эмблем. Когда PvE-персонаж изучает какой-то скилл (получая его в награду за квест, покупая у учителя или захватывая у босса), этот скилл открывается для всей учётной записи. Это означает, что все остальные PvE-персонажи той же профессии могут купить этот скилл (если он не является элитным) у любого учителя (а не только у того, который его обычно продаёт), а любой PvP-персонаж той же профессии может использовать этот скилл. Если к PvE-персонажу в результате выполненного задания присоединяется герой, он становится доступен всем PvP-персонажам. Если PvE-персонаж идентифицирует предмет, содержащий улучшение оружия или одежды, соответствующее улучшение также открывается для учётной записи. Это не влияет на жизнь PvE-персонажей, но позволяет использовать данное улучшение в одежде или оружии PvP-персонажей. PvP-персонажи могут открывать скиллы, героев и улучшения, только тратя на них очки фракции Бальтазара.
Третий механизм — система хранителей. Хранители (Storage) есть в каждом городе. Однократно заплатив 50 золотых, каждый персонаж может получить доступ к хранилищу. В хранилище существует несколько вкладок по 20 ячеек для предметов — одна основная вкладка, и по одной дополнительной вкладке за каждую кампанию (Prophecies, Factions или Nightfall) которая есть у игрока, а также место для 1000 платины. Обратившись к специальным NPC, можно за плату также открыть доступ к вкладке материалов. На вкладке материалов в хранилище имеется 35 ячеек под материалы. Каждая из этих ячеек предназначена для хранения одного из 35 видов материалов, имеющихся в игре, и в каждой такой ячейке помещается до 250 кусочков материала. Хранилище является общим для всех персонажей учётной записи. Таким образом, с его помощью любые персонажи учётной записи, имеющие доступ к хранилищу, могут обмениваться деньгами и предметами.
Единственным способом обмена предметами и деньгами между персонажами разных учётных записей является торговля. При выделении игроком другого персонажа и нажатии на появившуюся кнопку «Trade» начинается сеанс торговли. Каждый игрок может предложить другому до 7 имеющихся у персонажа предметов и какую-то сумму денег, после чего нажать «Submit Offer». Когда оба игрока нажали эту кнопку, они могут просмотреть как продаваемые, так и покупаемые предметы, после чего нажать «Accept». Если оба игрока нажали «Accept», акт торговли состоялся.

### Постоянные объединения игроков
Гильдия (Guild) — это основной тип постоянного сообщества игроков. Членство в гильдии необходимо для возможности участия в поединках Guild versus Guild (GvG). Каждый игрок может одновременно состоять не более, чем в одной гильдии. В одной гильдии может насчитываться не более 100 игроков. Гильдия состоит из лидера, офицеров и членов. Кроме того, в гильдию могут временно (на правах гостей) приглашаться другие игроки, в том числе члены других гильдий.
Гильдия может иметь плащ (в этом случае каждый член гильдии автоматически получает такой плащ) и зал. В зал гильдии может войти любой член (и гость) гильдии любым персонажем. Члены гильдии могут приобрести для своего зала хранителя и различных торговцев. Зал гильдии служит ареной поединков GvG.
Гильдия может быть создана путём регистрации у специального NPC. По умолчанию создатель гильдии является её лидером. Только лидер может покупать и изменять плащ гильдии, покупать зал гильдии, расформировывать гильдию или назначить лидером другого игрока. Лидеры и офицеры могут приглашать игроков в гильдию, назначать офицеров и размещать гильдийные объявления.
Гильдии объединяются в альянсы (alliance). Альянс именуется по гильдии-основателю. В одном альянсе может состоять не более 10 гильдий. Альянс характеризуется принадлежностью к одной из фракций: люксонов (Luxons) или курзиков (Kurzicks). Альянсы, входящие в число лучших по количеству набранных очков соответствующей фракции, контролируют некоторые города в Канте. Контроль главного города курзиков или главного города люксонов даёт членам гильдий, входящих в данный альянс, доступ к соответствующим элитным миссиям.
Наиболее «сильные» русские гильдии в игре — Rus Corp., Russian Invasion, Soldiers of Thunderstorm (SoT, СоТ)
(источник — "Журнал «Игромания» (№ 122)).

### PvP и очки фракций
PvP — один из двух (наряду с PvE) компонентов игры. Поскольку персонаж для PvP создаётся сразу с максимальными характеристиками, успех игрока в PvP в основном зависит от качества его игры и слабо зависит от времени, проведённого в игре.

#### Условия победы
На различных аренах PvP могут использоваться следующие условия победы.
1. Полное уничтожение команды противника (Annihilation). Самое стандартное из всех условий; на некоторых аренах оно усложняется тем, что у каждой партии имеется особый NPC — священник, который воскрешает всех членов своей команды каждые две минуты, пока не будет убит.
2. Преимущество в количестве убийств за заданное время (Kill count). На аренах с этим условием сражение длится заранее определённое время; при этом каждый погибший персонаж автоматически воскресает через некоторое время без штрафа к морали.
3. Убийство определённого NPC из команды противника. Как правило, соответствующий NPC имеет хороший уровень защиты.
4. Захват флага (Capture the Relic). Сражение заключается в том, что каждая команда должна принести в свой лагерь как можно больше артефактов, периодически появляющихся на арене.
5. Царь горы (Altar Maps, King of the Hill). Такое сражение длится заранее определённое время. Побеждает команда, которая к исходу этого времени владеет контрольной точкой (алтарём). Захват алтаря заключается в использовании специальным NPC, входящим в состав команды, особого скилла с большим временем активации.
6. Захват и удержание контрольных точек. Команда захватывает контрольную точку, если на протяжении некоторого времени она имеет численный перевес в её окрестности. За владение контрольными точками даются очки; кроме того, оно может предоставлять дополнительные тактические преимущества. Такое сражение длится либо фиксированное время, либо до набора одной из команд заранее определённого числа очков.

Все эти условия (кроме условия 2) используются также в различных миссиях PvE, при этом роль команды противника исполняют монстры.

#### Типы PvP
В игре существуют следующие типы PvP.
- Случайные арены (Random Arenas). На этих аренах партии состоят из 4 персонажей и подбираются случайным образом. Используются условия победы 1 или 2. Проигравшая партия автоматически расформировывается, выигравшая продолжает игру на другой арене в том же составе. Все члены партии, победившей в 5 сражениях подряд, получают доступ к командным аренам. Если партия одержала 5 побед подряд, её члены получают по баллу в зачёт титула гладиатора.
- Путь героев (Heroes' Ascent). Эти элитные арены являются местом постоянно проходящего турнира. Партии формируются игроками и состоят из 8 персонажей. На аренах используются условия победы 1, 4, 5 и 6. За победы игроки получают очки славы, идущие в зачёт титула героя. После нескольких побед подряд партия имеет шанс попасть на главную PvP-арену игры — Hall of Heroes, где соревнуются 3 команды. О победе команды на этой арене объявляется по общему чату игры, а персонажи с большой вероятностью получают ценные призы.
- Битвы гильдий (GvG). Эти сражения между двумя гильдиями происходят на территории зала одной из участвующих гильдий. В сражении участвуют по 8 игроков от каждой гильдии и несколько NPC. Условие победы — 3.
- Битвы альянсов (Alliance Battles). На этих аренах сражается по 3 партии с каждой стороны. Одна из сторон — члены альянсов, принадлежащих фракции люксонов; другая — фракции курзиков. Каждая из партий состоит из 4 членов. Партии составляются игроками, но сочетание из трёх партий случайным образом формируется игрой. Условие победы — 6. За набранные очки и общую победу игроки получают очки соответствующей фракции.
- Арена чести (Codex Arena). Арена Чести — на этой арене игроки собираются заранее в партию из 4 персонажей, где игроки ограничены в количестве умений кодексом чести. Кроме того, в одном отряде не может быть игроков с одинаковыми профессиями, а доступ к элитным умениям открыт только по первой профессии. Новая арена заменила командную арену (Team Arena) и сражения героев (Heroes' Battles) 22 октября 2009 года.

#### Очки фракций
Очки фракций Бальтазара, курзиков и люксонов (Faction points) — неуниверсальные средства обмена. Их количество является общим для всей учётной записи и не может превышать некоторого максимального значения.
За убийства и победы в разных видах PvP начисляются очки фракции Бальтазара. Они могут быть потрачены на открытие для учётной записи скиллов, героев, рун, эмблем, надписей и апгрейдов.
За победы в битвах альянсов начисляются очки фракции люксонов или курзиков — в зависимости от принадлежности гильдии. Они также даются за выполнение квестов соответствующей стороны в кампании Factions. Эти очки в Factions имеют значение для PvE, так как необходимы для выполнения некоторых основных сюжетных квестов. Они могут быть потрачены на приобретение двух видов редких материалов, открытия специальных умений, свитков в данжи, а также перечислены на счёт альянса.
Монстры — неигровые персонажи, враждебно настроенные к партии. Монстры встречаются только в местностях; в городах их не бывает.
Каждый монстр имеет уровень и название, которые отображаются при выборе данного монстра. Уровень монстра несёт ту же игровую нагрузку, что и уровень персонажа, но монстры, в отличие от персонажей, могут иметь уровень выше 20. Например, Shiro Tagachi имеет уровень 33. В сложном режиме, как в квестах Defend Droknar’s Forge (Hard mode), The Villainy of Galrath (Hard mode) и других, уровень противников достигает 40.
После убийства монстров из них, как правило, выпадает добыча — лут. Любой предмет лута сразу после выпадения случайным образом присваивается одному из членов партии, и только он может подобрать этот предмет. Если предмет лута не подобран, через десять минут он теряет свою принадлежность и доступен для подбора любым членом партии.
В качестве лута могут выпадать деньги, оружие, коллекционные предметы, сальватируемые предметы, материалы, краски, ключи и свитки. Монстр изредка может вообще не оставить лута, а высокоуровневые монстры иногда оставляют сразу несколько типов предметов. В таком случае они, как правило, достаются различным членам партии.
Если в партии имеются наёмники или герои, то с соответствующей вероятностью лут достаётся им. При этом он не отображается игрой в качестве выпавшего, и возникает иллюзия, что монстр не оставил лута.
Пользуясь биологической классификацией, монстров можно разделить на отряды, роды и виды. К одному виду причисляются монстры с одним и тем же названием. В одном и том же регионе зачастую существует несколько видов монстров с похожими названиями и внешним видом, но отличающихся набором используемых скиллов и иногда уровнем. Эти монстры оставляют в качестве лута одни и те же коллекционные предметы. Такие монстры объединяются в один род. Монстры из разных регионов, оставляющие разные по названию и стоимости, но одинаковые по внешнему виду коллекционные предметы, объединяются в один отряд.
Кроме стандартных монстров, существуют уникальные монстры — боссы. Любой босс принадлежит к тому или иному роду, но не виду, ибо имеет особое название и свой набор скиллов. Как правило, боссы имеют несколько больший уровень, чем обычные монстры этого рода. Босс владеет одной из профессий, и эта профессия визуально легко определяется оттенками цвета контура босса. Только на боссе может быть использована печать захвата, поэтому поиск элитных скиллов — это всегда охота на боссов. Кроме того, убийство босса добавляет 2 % к морали членов партии.

### Герои и наёмники
Наравне с персонажами игроков в партию в городе могут быть включены специальные NPC: герои (heroes) и наёмники (henchmen). Для управления этими персонажами на местности можно использовать команду выбора цели партии для атаки, а также флаг выбора места расположения партии. При отсутствии этих команд герои и наёмники двигаются вместе с персонажами и атакуют врагов в зоне видимости.
В игре доступны 15 героев. Их можно получить только на тех учётных записях, где имеется кампания Nightfall.
Отличия героев от наёмников состоят в следующем.
1. В любом городе[16] игроку доступны для выбора все герои, которых данный персонаж получил ранее (за выполнение заданий). Уровень этих героев, как и у персонажей, определяется полученным опытом и растёт по мере участия в убийстве монстров и выполнения заданий. Количество, состав и уровень доступных наёмников определяются городом, в котором происходит набор партии.
2. Игрок может одновременно взять в партию не более трёх своих героев (но, например, два игрока с тремя героями у каждого, объединившись, могут сформировать партию из 8 персонажей). Количество наёмников ограничено только максимальным объёмом партии и общей их численностью в данном городе.
3. Игрок в городе может выбрать вторую профессию для каждого из своих героев и установить 8 активных скиллов из числа открытых на учётной записи. Наёмники не имеют второй профессии, а набор их скиллов фиксирован.
4. Игрок по своему выбору даёт оружие своим героям и улучшает их одежду рунами и эмблемами (уровень защиты одежды героя определяется уровнем героя). Оружие и одежда наёмников игроком не контролируется.
5. Каждому герою можно установить модель поведения: агрессивную, оборонительную или пассивную. Модель поведения наёмника определяется его профессией, и изменить её невозможно.
6. Для каждого героя можно поставить отдельный флаг места его расположения, а также указать ему отдельную цель. Наёмники подчиняются только общим командам для партии.
7. Использование скиллов героем в процессе сражения можно контролировать. Наёмники используют свои скиллы исключительно в соответствии со своим интеллектом.

### Смерть и мораль
Когда в результате сражения количество очков здоровья персонажа падает до нуля, персонаж умирает. Воскреснуть, не покидая партии, персонаж может, если:
- кто-то из членов партии воскресит его с помощью скилла;
- вся партия погибнет; тогда она автоматически воскреснет у ближайшей часовни воскрешения в данной локации;
- один из членов партии перейдёт в другую локацию; тогда все остальные члены партии тоже окажутся в ней, причём живыми.

На некоторых типах арен в PvP имеются и другие возможности воскрешения.
Модификатор морали — это значение (в процентах), показывающее, насколько в данный момент модифицированы максимальная энергия и количество хит-пойнтов персонажа.
Модификатор морали не может подниматься выше +10 % и опускаться ниже −60 %. Модификатор морали изменяется в следующих случаях.
- Каждая смерть персонажа уменьшает его мораль на 15 %.
- Если модификатор морали отрицателен, то по мере набора персонажем опыта его абсолютное значение уменьшается.
- Убийство партией босса увеличивает мораль каждого члена партии на 2 %.
- Попадание персонажа в город обнуляет его модификатор морали.
- На некоторых типах арен в PvP существуют и другие условия изменения модификатора морали.

Таким образом, хотя партия может гибнуть сколько угодно раз, уже 4 смерти снижают здоровье и энергию персонажа примерно вдвое.

### Кампании
В игре имеются четыре кампании: Prophecies, Factions, Nightfall и Eye Of The North. Каждая из них имеет свои игровые пространства. Существуют также различия в доступности персонажу профессий, скиллов и одежды, в игровом процессе, а также вариантах выбора внешнего вида персонажей.
PvE-персонаж начинает игру в одной из кампаний. Дойдя до некоторой узловой сюжетной точки, персонаж может сделать задания, в результате которых он получает доступ к другим кампаниям, доступным на учётной записи. При этом после выполнения задания он попадает в соответствующую узловую точку другой кампании и начинает её сюжетную линию именно с неё. Из заданий этой кампании, предшествующих узловой точке, персонажу доступны только миссии, да и те не являются обязательными для дальнейшего продвижения по сюжету. В дальнейшем персонаж может свободно перемещаться между игровыми пространствами доступных ему кампаний.
Хотя персонаж вполне может ограничиться одной кампанией, прохождение других кампаний позволяет ему получить дополнительные скиллы и профессии, а также специфические для отдельных кампаний оружие и одежду. Хотя героев можно получить только в Nightfall, использовать их можно в любых кампаниях. Такими взаимосвязями между кампаниями разработчики добились того, что для полноценного развития своих персонажей (и следовательно, для успешной игры на аренах PvP) игрок должен приобрести все выпущенные кампании.

## Особенности технической реализации
Серверы игры логически объединены в несколько групп:
- международные,
- американские,
- европейские,
- корейские,
- японские,
- тайваньские.

При создании учётной записи игрок выбирает, на серверах какой группы он будет играть («домашние» серверы).
В пределах каждой группы серверов существует несколько экземпляров (District) каждой локации.
- Число экземпляров города зависит от количества персонажей, находящихся в этом городе (существует ограничение на количество одновременно находящихся в городе персонажей). При переполнении всех экземпляров города в случае прихода в этот город нового персонажа или партии создаётся новый экземпляр города, иначе партия попадает в один из существующих экземпляров.
- Число экземпляров местности зависит от того, сколько партий в данный момент находится в данной местности, так как для каждой партии создаётся свой экземпляр местности.

Находясь в городе, игрок может переместиться в любой другой экземпляр города в пределах той же группы серверов, если он не переполнен. Кроме того, игрок может переместиться в международную группу серверов, а из неё вернуться в домашнюю. Возможно перемещение между другими группами серверов, встреча команд из разных групп серверов на аренах PvP, а также встреча любых игроков на международных серверах.
Все экземпляры городов в европейской группе серверов делятся также по языкам (английские, немецкие, французские, испанские, итальянские, русские). На перемещение между ними никаких формальных ограничений не накладывается.
Интерфейс клиента игры доступен на десяти языках: английском, корейском, французском, немецком, итальянском, испанском, китайском, японском, польском и русском. Переключение между языками интерфейса возможно непосредственно в процессе игры. В чате игры поддерживается кириллица.
Пиратских серверов игры не зафиксировано.
Триальная версия игры имеет неэффективную систему инсталляции, что вкупе с низкой скоростью приводит к многочасовому ожиданию закачки игры.

## История
Основные события, связанные с игрой.
- 22 апреля 2003 г. был опубликован первый официальный анонс игры.[26]
- 28 октября 2004 г. игрокам была представлена первая бета-версия игры.[27]
- 28 апреля 2005 г.[28] была выпущена Guild Wars, изначально включавшая в себя только кампанию Prophecies.
- 7 сентября 2005 г. было выпущено большое обновление Sorrow Furnace, добавившее несколько новых локаций в Тирию.
- С 24 марта по 27 марта 2006 г. был открыт предварительный доступ к части кампании Factions (Factions Preview Event).
- 28 апреля 2006 г. вышла вторая кампания игры — Factions. В кампании использованы восточноазиатские мотивы.
- С 22 сентября по 24 сентября 2006 г. был открыт предварительный доступ к начальной части кампании Nightfall (Nightfall Preview Event).[29]
- 27 октября 2006 г. была выпущена третья кампания игры — Nightfall. В кампании использованы мотивы Северной Африки и Аравии.
- 19 апреля 2007 г. в игру был введён сложный режим (Hard mode).
- 31 августа 2007 г. вышло дополнение Eye Of The North, для игры требующее наличие одной из предыдущих кампаний. В дополнении использованы скандинавские мотивы.

## Официальный онлайн-магазин
Официальный онлайн-магазин встроен непосредственно в клиент игры. Он был открыт 28 июля 2006 г. Оплата в магазине осуществляется с использованием платёжных карт VISA, MasterCard.
В онлайн-магазине игрок может приобрести:
- любую из вышедших кампаний;
- PvP-версию любой из кампаний, открывающую для учётной записи все базовые скиллы и скиллы данной кампании;
- мгновенно получить доступ ко всем ПвП аренам;
- дополнительные места для персонажей;
- апгрейды игры, ранее доступные только владельцам специальных изданий игры.[31]
- набор одиночных бонус-миссий

Цены на кампании в официальном онлайн-магазине сравнимы с ценами в других магазинах. Все остальные товары, перечисленные выше, доступны только в официальном онлайн-магазине. При этом результат покупки сразу отражается на состоянии учётной записи, не требуя от игрока ввода кода активации.

## Разработчики и игровое сообщество
Обратная связь между игроками и разработчиками обеспечивается путём ежедневного чтения сотрудниками ArenaNet нескольких неофициальных форумов и сбора таким образом предложений игроков.
Для вовлечения пользователей в различные виды игровой деятельности каждые выходные в игре проводятся специальные мероприятия (Week-end events). Во время каждого из них акцентируется внимание на одном из видов игровой деятельности путём предоставления в нём дополнительных возможностей или увеличения награды.
Для обеспечения разнообразия тактик PvP ArenaNet регулярно обновляет баланс скиллов. Гадания о том, какие скиллы подвергнутся улучшению и ухудшению, и обсуждения прошедших обновлений баланса являются популярной темой форумов игры.
В PvE разработчики особое внимание уделяют игровой экономике. Единственный откат игры (примерно на час) был осуществлён 13 марта 2006 г. из-за нарушения экономики в результате бага в очередном обновлении. Нарушает игровую экономику также массированное использование ботов. Борьба с ботами осуществляется как административными мерами (закрытием учётных записей игроков, использующих боты), так и обновлениями игры с целью усложнить соло-фарминг (возможность убийства групп высокоуровневых монстров в определённых местностях партией из одного персонажа). Хотя правила пользования игрой запрещают как использование ботов, так и продажу игровых ценностей и услуг за реальные деньги, существуют сторонние компании, предлагающие услуги по прокачке PvE-персонажей и продаже игровой валюты.

## Отзывы
| Сводный рейтинг | Сводный рейтинг |
| Агрегатор       | Оценка          |
| --------------- | --------------- |
| GameRankings    | 89,67 %         |